# Academic Scorecard
Die Academic Scorecard ist eine Variante der Balanced Scorecard, bei der die besonderen Aspekte der Universitäten und Hochschulen im Gestaltungsprozess des Strategiemanagements berücksichtigt werden.
Im Wesentlichen entspricht die Academic Scorecard (ASC) der Balanced Scorecard (BSC) und „übersetzt“ lediglich die Begrifflichkeiten auf die universitäre (= akademische) Ebene. Allerdings wird die ASC meist mit nur drei Perspektivebenen gebildet und verzichtet auf die oberste Zielebene der BSC. Mithin wird also meist die Finanzperspektive bei der Zielsetzung weggelassen, da zumindest im Bereich der staatlichen Hochschulen hier keine tatsächlichen Zielperspektiven ableitbar sind. Typischerweise wird hier der Konflikt zwischen privaten und staatlichen Hochschulen deutlich, da die privaten Hochschulen sehr klar auch finanzwirtschaftliche Ziele (z. B. Umsatz, Gewinn, Rendite) verfolgen.

## Anwendungsbereiche und Beispiele
Die Academic Scorecard hat im internationalen Umfeld einige Verbreitung gefunden und wird von Hochschulen eingesetzt, darunter University of Leeds, University of California, San Diego, Hochschule RheinMain oder Fachhochschule Münster.
Insbesondere in Deutschland ist die Hochschullandschaft durch Deregulierung und Reformen in Bewegung geraten. Bund und Länder geben den staatlichen Hochschulen mehr Gestaltungsfreiräume und damit auch mehr Eigenverantwortung. Der Anstieg und nachfolgend erwartete Rückgang der Zahl der Studierenden stellt die Hochschulen zusätzlich vor Herausforderungen. Parallel nehmen Zahl und Qualität der privaten Hochschulen deutlich zu. Als Folge sehen sich Fachhochschulen, Akademien und Universitäten in Deutschland einem wachsenden Wettbewerbsdruck ausgesetzt. Anstatt akademischer Vollversorgung setzen daher Hochschulen auf Differenzierung und Ausbau ihrer individuellen Stärken. Die Entwicklung attraktiver Profile kann mit der Academic Scorecard betrieben werden.
Mit der aufkommenden Systemakkreditierung deutscher Hochschulen hat die Academic Scorecard neben der klassischen Rolle als Instrument des Strategiemanagements eine weitere Aufgabe erhalten. Sie wird als Instrument zur Vorbereitung der Hochschule zur Systemakkreditierung genutzt und bildet aufgrund ihrer integrierenden Wirkung gemeinsame Strukturen im Qualitätsmanagementsystem der Hochschule.
Typischerweise werden Academic Scorecards mit Unterstützung externer Berater eingeführt. Die Berater haben die Aufgabe der Prozessmoderation und der Konfliktlösung im Rahmen des mit der Einführung verbundenen Change-Managements. Der Berater bringt zudem die Methodenkompetenz mit und ist als unabhängiger Dritter neutraler Mittler zwischen der Verwaltung, den Fachbereichen und anderen stakeholdern im Prozess.

## Kritik
Die Academic Scorecard ist zwar ein Instrument des Strategiemanagements und auch ein Tool für die erfolgreiche Systemakkreditierung, aber sie erfordert einen beträchtlichen Aufwand und ist nur mit Unterstützung der Führungskräfte einer Hochschule gestaltbar. Zudem erfordert sie in den meisten Fällen die Einbeziehung externer Berater als Moderatoren und fachkundige Kenner der Methode.
Als besonders schwierig erweist sich in der Praxis meist das Auffinden geeigneter Kennzahlen (vgl. auch KPI) und das Feintuning in der Definition anspruchsvoller, aber machbarer Ziele. Hier ist das dauerhafte Monitoring über entsprechende Reviewmeetings unerlässlich.
Mit Blick auf die Zukunft der Academic Scorecard steht in frage, ob die Beschränkung auf nur 3 Perspektivebenen und der Verzicht auf die Finanzebene langfristig Bestand haben wird. Denn als Folge notorisch knapper Finanzressourcen im öffentlichen Hochschulbereich können Themen wie:
- effizientes Budgetmanagement,
- Entwicklung alternativer Finanzierungsquellen
- Fokussierung auf potentielle Finanzrisiken

durchaus den Blick verstärkt auf die Finanzebene lenken und auch bei staatlichen Hochschulen diese Perspektivebene sinnvoll erscheinen lassen. Dann wäre am Ende die ASC wieder mit der klassischen BSC identisch.